# Mototurismo

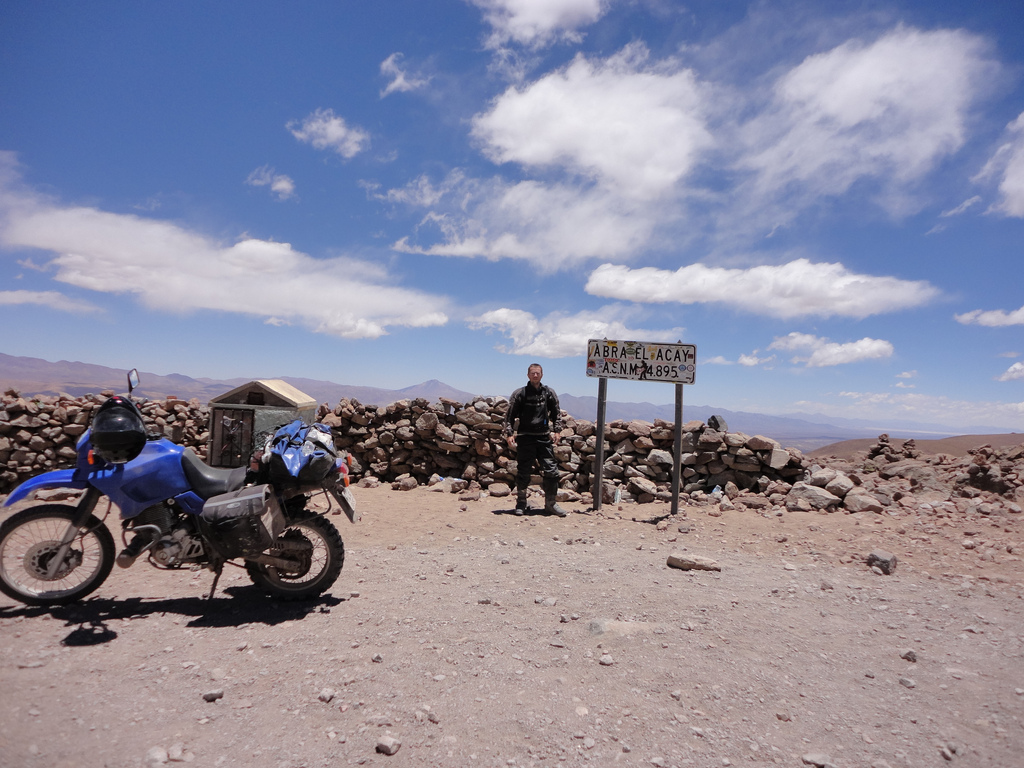
Mototurismo en el Abra del Acay (a 5061 o 16 604 pies). Punto más alto de la Ruta Nacional 40 (Argentina) y paso de montaña más alto de América.

El mototurismo o motoaventura es un formato de turismo que reúne la aventura, destreza y la convivencia, dentro de un marco de desafío personal, con la libertad y la diversidad lleva a una persona a lo largo de las rutas que son menos tráfico con destino que llevan a las puertas de los castillos, a las orillas de los lagos, a la entrada de los bosques o en los pies de los picos más hermosos con la filosofía y la cultura de la motocicleta.

## Literatura, cine y televisión

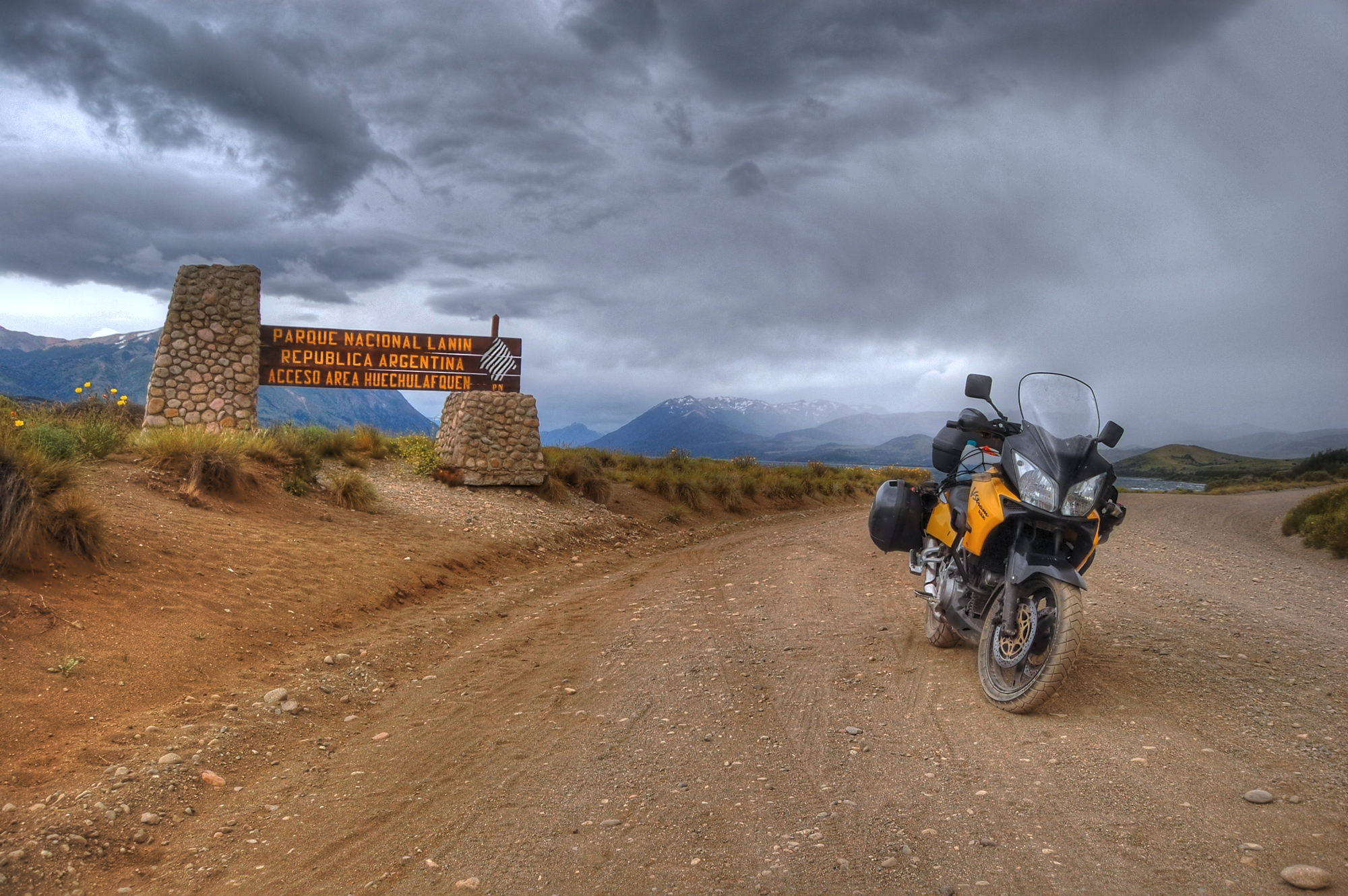
Mototurismo en la Patagonia

Existe una literatura considerable en Mototurismo:  The Perfect Vehicle: what it is about motorcycles,  (El vehículo perfecto - de que se trata la motocicleta) por Melissa Holbrook Pierson,  ...verso la Mongolia! (...para la Mongolia!) y sulla via della Seta (en la  Ruta de la Seda) por el motociclista-escritor Italo Barazzutti, In Vespa da Milano a Tokio por Roberto Patrignani trata de las aventuras de una Vespa,  y la serie de libros de todas las aventuras en una Vespa por Giorgio Bettinelli se encuentran entre los libros más populares.
Varias películas que tienen como tema principal la motocicleta, entre otras: Easy Rider con Peter Fonda, The Wild One, con Marlon Brando y Diarios de motocicleta es una película biográfica basada en los diarios de un largo viaje en América del Sur por Ernesto «Che» Guevara y Alberto Granado con una Norton 500 M18, dirigida por Walter Salles.
El actor Ewan McGregor ha creado la serie de televisión llamado Long Way Round, Long Way Down y Long Way Home (2025) que narran sus largos viajes por carretera. De estos viajes McGregor también ha escrito libros con el mismo título.